# Drewlanen

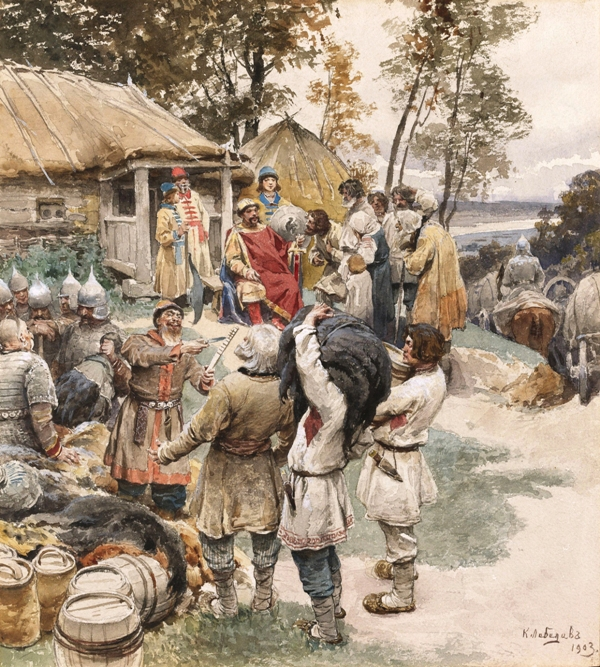
Fürst Igor sammelt 945 Tribut bei den Drewlanen. Klawdi Lebedew, 1908

Die Drewljanen oder Drewlanen (ukrainisch Деревляни, russisch Древляне) waren ein ostslawischer Stamm zwischen dem 7. und 12. Jahrhundert in Polesien in der nördlichen Ukraine. 

## Name
Der Name Drewljanen leitet sich wahrscheinlich vom slawischen Wort drewo ‚Baum‘, ‚Holz‘ ab. 
Möglicherweise bezog er sich auf den Siedlungsraum in bewaldetem Gebiet, in Unterscheidung zu den Poljanen (polje ‚Feld‘) in wenig bewaldeten Gebieten.

## Gebiet
Die Drewlanen hinterließen zahlreiche archäologische Spuren, wie Überreste von Siedlungen, Grabstätten und Befestigungsanlagen (z. B. in den heutigen Städten Owrutsch, Horodsk oder Malyn). Die Stadt des Fürsten der Drewlanen war Iskorosten, das heutige Korosten; dort sind immer noch Spuren alter Siedlungen zu sehen.
Ihre Nachbarstämme waren im Osten die Poljanen, im Westen die Wolhynier und die Buschanen, im Norden die Dregowitschen.

## Wirtschaft und Lebensweise
Die Drewlanen hatten gut entwickelte landwirtschaftliche Kenntnisse und Handwerke. Feste Begräbnisrituale zeugen von religiösen Vorstellungen über das Leben im Jenseit. Auffällig ist das Fehlen von Waffen in den Gräbern. Die Funde von Sicheln, Erzeugnissen aus Metall, Resten von Gewebe und Leder zeigen, dass die Drewlanen Landwirtschaft betrieben und die Töpferei, Eisenverarbeitung, Weberei und Gerberei beherrschten. Knochen von Haustieren, darunter auch Pferde, zeugen von Tierhaltung. Zahlreiche Erzeugnisse aus Silber, Bronze und Chalcedon fremder Herkunft deuten Teilnahme am Fernhandel an, während das Fehlen von Münzen auf Tauschhandel schließen lässt.

## Geschichte

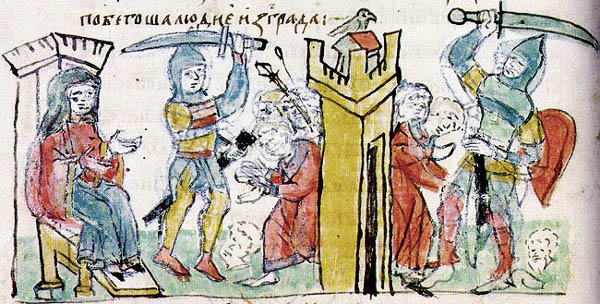
Olgas Rache an den Drewlanen, Radziwiłł-Chronik

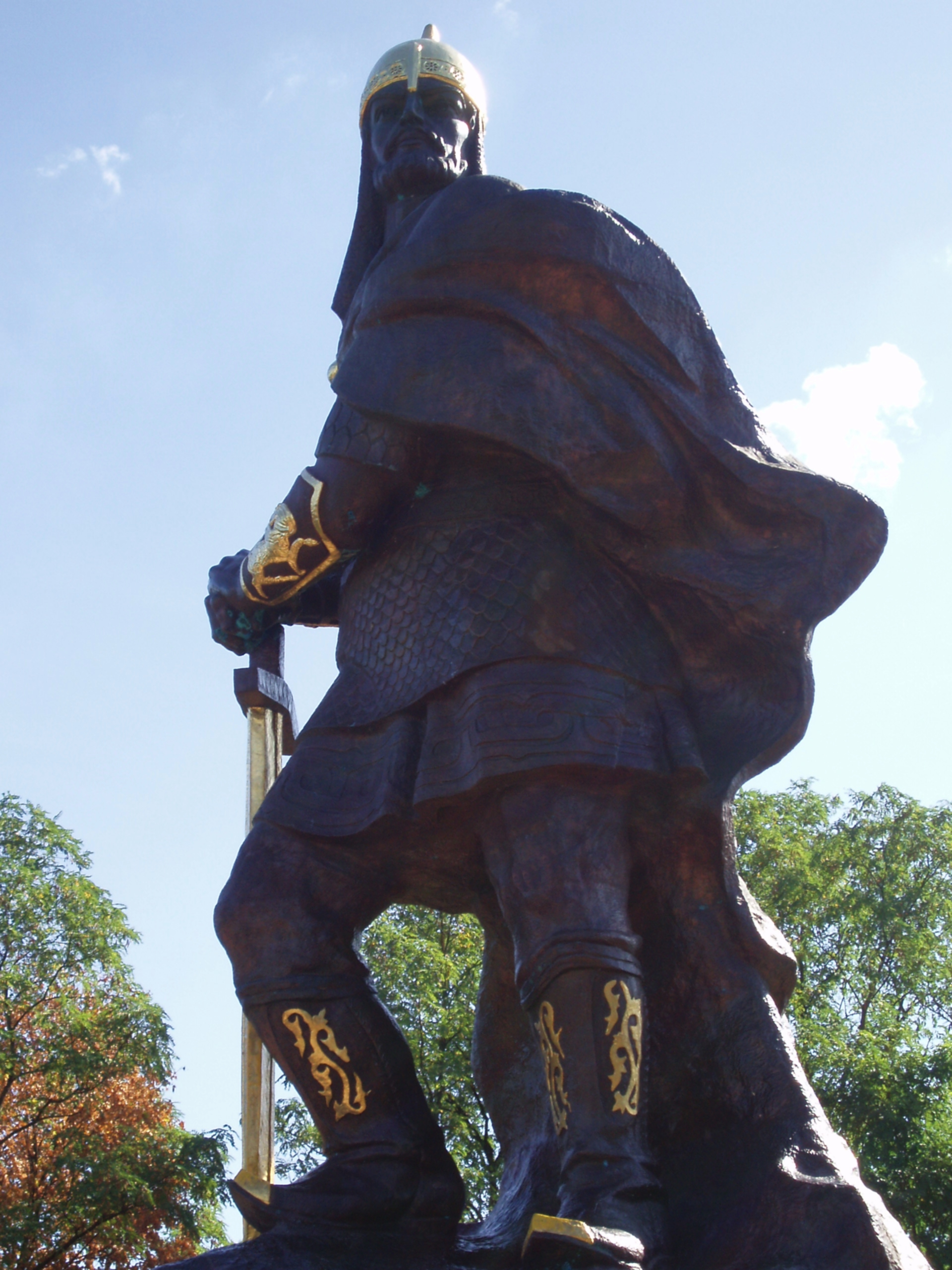
Denkmal für den Drewlanenfürst Mal in Korosten

Die Drewlanen leisteten verbissenen Widerstand gegen jegliche Versuche, sie fremder Herrschaft unterzuordnen. Im Jahr 883 zwang Oleg von Nowgorod die Drewlanen, der Kiewer Rus Tribut zu zahlen. Im Jahr 907 nahmen die Drewlanen am Kiewer Feldzug gegen Byzanz teil. Nach Olegs Tod verweigerten die Drewljanen die Tributzahlungen an Kiew. Olegs Nachfolger Igor versuchte sie wieder dazu zu zwingen, doch die Drewljanen organisierten einen Aufstand und töteten ihn im Jahr 945.
Igors Witwe Olga rächte den Tod ihres Mannes grausam. Sie ließ die Gesandten der Drewljanen lebendig begraben, ihre Hauptstadt Iskorosten niederbrennen und viele Städte dem Erdboden gleichmachen. Nach der Unterwerfung der Drewlanen verleibte sie ihre Gebiete der Kiewer Rus ein.
Swjatoslaw I., der Sohn Olgas, machte seinen zweitältesten Sohn Oleg 970 zum Fürsten der Drewljanen. Um 990 wurde Swjatoslaw, ein Neffe Olegs, Fürst.
Die letzte Erwähnung der Drewlanen in den Chroniken wird auf 1136 datiert, als Fürst Jaropolk II. ihre Gebiete der Desjatinnaja-Kirche in Kiew schenkte.

## Rezeption
Der Name der Kiewer Derewljanska-Straße geht auf sie zurück.